# Sint-Jozefkapel (Neeritter)
De Sint-Jozefkapel is een kapel in Neeritter in de Nederlandse gemeente Leudal. De kapel staat aan de Molenstraat bij 29 tegenover de Sint-Lambertuskerk.
Op ongeveer 300 meter naar het noordoosten staat de Mariakapel.
De kapel is gewijd aan de heilige Jozef van Nazareth.

## Gebouw
De bakstenen kapel is een niskapel en bestaat uit een bakstenen muur gedekt door een uitkragend zadeldak met pannen. Het zadeldak rust op een wit geschilderde houten constructie die op de muur geplaatst is en onder het dak hangt een lantaarn. Aan de voorzijde zijn er twee steunberen aangebracht.
In de frontgevel bevindt zich de rondboogvormige nis met daarin een beeldje van de heilige Jozef met Jezus als jongetje en een lelietak. Onder de nis is een altaarplank aangebracht.